# Атональность
Атона́льность, атона́льная му́зыка в гармонии XX века — принцип звуковысотной организации, выражающийся в отказе (иногда демонстративном) композитора от логики гармонической тональности. Атональность не тождественна пантональности.

## Краткая характеристика
Атональность возникла как результат расширения тональности за счёт хроматизма, функциональной инверсии, «побочных доминант», «блуждающих» многозначных аккордов и других явлений гармонии в позднеромантической музыке Листа, Вагнера, Малера, Мусоргского, Скрябина, а также в музыке Дебюсси, Айвза, Стравинского, Бриттена, Бартока, Онеггера, Прокофьева, Мессиана и многих других композиторов, склонных к эксперименту. Начало атональности обычно связывают с финалом Второго струнного квартета Шёнберга (1908). Это был период трудных поисков новых законов музыкальной гармонии, способных заменить устаревшую систему тональности. Одновременно с Шёнбергом к атональности обратились его ученики Антон Веберн и Альбан Берг. Период атонализма в музыке композиторов «Новой венской школы» продолжался примерно до 1920—25 года, когда Шёнбергом (а также чуть раньше Хауэром) была изобретена и впервые применена «додекафония», или двенадцатитоновая техника. Однако принципы и эстетика атональной музыки были подхвачены многими другими композиторами XX века. Их можно обнаружить и в музыке нового XXI века.

## Критика атональности
Арнольд Шёнберг, за которым закрепилась репутация «отца атональной музыки», не принимал этого термина: 

Прежде всего я считаю, что «атональная музыка» — это самое неудачное определение, подобное тому, как если бы мы называли полёт «искусством не падать», а плавание — «искусством не тонуть».
— Арнольд Шёнберг. Style and idea (1958, p. 210)
Он трактовал слово «атональный» не как «лишённый тональности», но как лишённый «музыкальных тонов», и предпочитал атональности «пантональность», — термин, который означает не отрицание тональности, а «синтез всех тональностей».
Аналогичных взглядов на беспредметность термина «атональный» придерживались ученики Шёнберга — Берг и Веберн: 

Термин «атональный» стал генеральным определением музыки, в которой не только нет соотношения периферии с гармоническим центром [т. е. тоникой], но и которая не отвечает ни в общем, ни в мелочах другим требованиям музыки (таким как мелодия, ритм, форма), так что термин «атональный» сегодня означает почти то же, что «немузыка», «антимузыка» (нем. Unmusik). Её в самом деле трактуют как полную противоположность тому, что понималось под музыкой до сих пор. <...> Для обозначения нового искусства сам сатана не придумал бы более ужасного слова, чем atonal!
— Альбан Берг. Что значит atonal? (1930)
В русском музыкознании термин «атональность» активно критиковал Ю. Н. Холопов:

В популярном словоопределении «атональность» происходит от неслышания новой гармонии и представляет собой своего рода способ отмахнуться от необходимости определить то, что есть, ограничившись констатацией того, чего нет; всегда неудовлетворительное своей бессодержательностью научное недоразумение («музыка без звуков»)
— Ю. Н. Холопов. Гармония. Практический курс. Ч. 2, с. 515—516
Позиция Холопова была поддержана в книге «Теория современной композиции» (2007), выпущенной коллективом исследователей в Московской государственной консерватории. Вместо термина «атональность» авторы книги последовательно употребляют термин «новая тональность». Однако, несмотря на многочисленные аргументированные высказывания, термин «атональность» закрепился в музыкознании, особенно англоязычном.
В идеологии музыкальной культуры СССР термин «атональность» также имел негативную коннотацию:

Особенно плохо обстоит дело в области симфонического и оперного творчества. Речь идет о композиторах, придерживающихся формалистического, антинародного направления. Это направление нашло своё наиболее полное выражение в произведениях таких композиторов, как тт. Д. Шостакович, С. Прокофьев, А. Хачатурян, В. Шебалин, Г. Попов, Н. Мясковский и др., в творчестве которых особенно наглядно представлены формалистические извращения, антидемократические тенденции в музыке, чуждые советскому народу и его художественным вкусам. Характерными признаками такой музыки является отрицание основных принципов классической музыки, проповедь атональности, диссонанса и дисгармонии, являющихся якобы выражением «прогресса» и «новаторства» в развитии музыкальной формы, отказ от таких важнейших основ музыкального произведения, какой является мелодия, увлечение сумбурными, невропатическими сочетаниями, превращающими музыку в какофонию, в хаотическое нагромождение звуков...
— Постановление Политбюро ЦК ВКП(б) Об опере «Великая дружба» В. Мурадели 10 февраля 1948 г.

## Другие значения термина
Влиятельный американский музыковед Э. Ловинский применял слово «атональность» (atonality) по отношению к западноевропейской многоголосной музыке XVI века (в частности, по отношению к мадригалам Карло Джезуальдо). При том, что тональные явления той музыки непосредственно фиксируются слухом, невозможно говорить о единой и централизованной тональности в смысле позднейшей мажорно-минорной тональности. Такую «тональную неопределённость» целого Ловинский и обозначил термином «атональность».